# Diastella hilleri
Diastella hilleri är en insektsart som beskrevs av Rentz, D.C.F., Y. Su och Norihiro Ueshima 2008. Diastella hilleri ingår i släktet Diastella och familjen vårtbitare. Inga underarter finns listade i Catalogue of Life.